# Up the Creek
Up the Creek è un film del 1958 scritto e diretto da Val Guest e interpretato da David Tomlinson e Peter Sellers. Il film è un parziale remake di un'altra commedia britannica, Oh, Mr Porter! (1937). Nello stesso hanno ne è uscito anche un sequel, Further Up the Creek, in cui il ruolo di Sellers viene ripreso da Frankie Howerd.

## Trama
Il tenente Humphrey Fairweather, un ufficiale di Marina ben intenzionato ma soggetto a incidenti a causa della sua passione per i razzi di segnalazione, viene inviato dove non può causare ulteriori danni (o almeno così sperano i suoi superiori). Gli viene affidato il comando di una nave fuori servizio della Royal Navy, la HMS Berkeley, che non ha avuto un comandante per diversi anni. È ormeggiata a un molo sulla costa del Suffolk vicino al villaggio di Meadows End.
Fairweather scopre che la nave è dolorosamente in forze ed è costretto a fare i conti con i piani del suo capo sottufficiale Dogerty. Lui e l'equipaggio gestiscono diverse attività redditizie, tra cui una lavanderia, la vendita di rum e sigarette al pub locale, il "Pig and Whistle", e la produzione di torte e pasticcini da vendere agli abitanti del villaggio. Allevano anche maiali e galline.
Dopo che l'ingenuo Fairweather è stato innocentemente coinvolto negli illeciti traffici, viene gentilmente ricattato per coprire il tutto. Ma quando un ammiraglio fa un'ispezione a sorpresa, la storia alla fine viene fuori. Mentre li arringa con rabbia, l'ammiraglio Foley lancia accidentalmente un razzo sperimentale di Fairweather e la nave affonda.
A causa degli impeccabili collegamenti di Fairweather con l'Ammiragliato e poiché la Berkeley era il primo comando dell'ammiraglio Foley, Fairwather non è sottoposto alla corte marziale. Invece, viene promosso tenente comandante e inviato a Woomera per continuare la sua ricerca sui razzi, accompagnato da Susanne, l'attraente ragazza francese che ha incontrato al pub. L'equipaggio della nave viene assegnato a un'altra nave, la HMS Incorruptible.